# بولیاک (شهرستان ایلیشفسکی، باشقیرستان)
بولیاک (انگلیسی: Bulyak, Ilishevsky District, Republic of Bashkortostan) یک شهرک در شهرستان ایلیشفسکی استان باشقیرستان کشور روسیه است.